# 勇闯黄金城
《勇闖黃金城》（英語：The Road to El Dorado）是一部由美國夢工廠製片公司( DreamWorks Animation )製作，於2000年上映的美國動作、冒險、喜劇電影。導演是碧柏·波傑林（Eric“ Bibo” Bergeron）和唐·保羅（Don Paul）。並由凱文·克莱恩（Kevin Kline）、肯尼思·布拉纳（Kenneth Branagh）和蘿西·培瑞兹等人飾演。電影的配樂則由艾爾頓·強和提姆·萊斯，及作曲家漢斯·季默完成。電影講述兩名騙子杜立歐與密格為了尋找傳說中的黃金城的寶藏，所延伸的冒險經歷。
電影於2000年3月31日在美國上映，發行後的口碑褒貶不一，公式化的編劇和欠缺角色刻畫受到批評，但是動畫效果和配樂則獲得肯定。本片也因為票房未能攤平製作成本成為票房炸彈。

## 劇情
故事背景開始於16世纪的西班牙塞維利亞，講述兩位招搖撞騙的詐欺師杜立歐（Tulio）和密格（Miguel）的冒險經歷。杜立歐和密格在一場骰子遊戲中使用欺騙行為赢得一張黃金城的地图（實為杜立歐從參賭者的手裡取得一般骰子後取勝），他們深信自己找到通往財富和榮耀的道路，但由於兩者出千的行為被賭客舉發，杜立歐和密格連忙逃離警方的追緝，意外乘坐上殖民者埃爾南·科爾特斯準備航向新世界的探險船隻。航行期間，杜立歐和密格被逮住後監禁，稍後兩者獲得科爾特斯所飼養、飽受虐待的戰馬阿蒂沃的協助，趁機脫困和盜走一艘小艇。
待杜立歐、密格、阿蒂沃登陸，密格開始辨識出地圖上的地標，將他們帶到瀑布附近的圖騰標記，杜立歐認為這是一個死胡同。當三者準備離開時，他們遇見了一名被警衛追緝的當地原住民少女巧兒。當警衛看到杜立歐和密格按照圖騰上的描繪騎著阿爾蒂沃時，警衛護送杜立歐、密格、阿蒂沃、巧兒到瀑布後面的一個秘密入口，進入名為「埃爾多拉多（El Dorado）」的黃金之城。一行人被帶到城市的長老，善良的坦那酋長（Chief Tannabok）和邪惡的大祭司察克剛（Tzekel-Kan）面前。當火山在此時噴發、但同時在他們之間的爭執中停止時，杜立歐與密格因為被城裡的眾人誤認為是神，獲得城裡奉送給他們的豪華住所，但同時受到巧兒的指謫。巧兒察覺杜立歐與密格在欺騙她的同胞，但承諾如果他們離開城市時帶她一起離開，她會對此保密。杜立歐與密格收到了坦那酋長贈送的黃金贈禮，但出面制止察克剛試圖在眾神的儀式上犧牲平民。與此同時，科爾特斯和他的手下也抵達該片陸地。
杜立歐和密格委託坦那酋長為他們建造一艘船，這樣他們就可以帶著他們得到的所有禮物離開這座城市，誆稱是因為「另一個世界」需要他們，才會準備返回該世界。巧兒開始對杜立歐產生好感，密格則探索這座城市，開始欣賞這座城市市民擁有的和平生活。當察克剛看到密格和城裡的孩子們一起玩球類遊戲時，他堅持認為「神」要展示他們的力量與城市最好的球員展開決賽，藉此彰顯神威。雖然杜立歐和密格在比賽中落於下風，但巧兒急中生智用犰狳代替球，讓他們獲勝。密格宣布廢止獻祭失敗球隊的活人祭儀式，斥責了察克剛，得到了觀眾的認和坦那酋長的尊重，但是察克剛注意到密格在比賽中被割傷，基於城裡「神明不會流血」的傳說而察覺杜立歐和密格為凡人之身。後來密格重新考慮離開這座城市，無意中聽到杜立歐告訴巧兒，他希望她和他們一起去西班牙，然後更正說明他希望巧兒伴隨他（杜立歐）同行，不用想到密格——這讓兩人之間的關係變得緊張。在為一行人舉辦的派對上，杜立歐和密格為了杜立歐與巧兒的對話、還有密格的真實願望發生爭執，這時察克剛變出一隻巨大的石美洲虎在城市裡追逐他們。杜立歐和密格設法智取美洲虎，導致它和察克剛掉進一個巨大的漩渦，當地人認為這是精神世界Xibalba的入口。稍後察克剛出現在叢林中，遇見科爾特斯和他的手下。相信科爾特斯是真正的神，察克剛提出帶領後者前往埃爾多拉多的提議。
密格決定留在城裡，杜立歐與巧兒則登上完工的船，當他們看見地平線上的煙霧，意識到科爾特斯正在接近此處。杜立歐擔憂倘若科爾特斯發現這座城市，「埃爾多拉多（El Dorado）」將會淪為被摧毀的下場，他建議用船撞擊瀑布方下的岩柱並堵住城市的正門，儘管他知道他們會在這個過程中失去夢寐以求的黃金。該計劃取得了成功，市民在船尾拉過一座雕像，使其有足夠的速度，但由於雕像開始墜落得太快，導致杜立歐很難楊起船帆。密格和阿蒂沃轉而放棄留在城市裡，跳上船協助展開船帆，確保船及時清除雕像。一行人的行動得以奏效，讓船隻成功地撞上了柱子，導致岩壁坍塌，同時在此過程中失去了所有從埃爾多拉多取得的財物。他們躲在圖騰附近，正好科爾特斯的手下和察克剛趕到。當他們發現入口被堵住時，科爾特斯將察克剛當成騙子，將察克剛當作奴隸便離開了。杜立歐和密格雖然對他們失去了所獲的黃金感到失望（但不知道阿蒂沃瞞著眾人，藏匿在當地獲得的金色馬蹄鐵），但由於確保了埃爾多拉多得以不受外人侵犯，仍對於這場冒險感到欣喜，最終杜立歐、密格、阿蒂沃、巧兒離開當地，展開新的冒險。

## 配音員
| 配音                 | 配音              | 角色                       |
| 英語                 | 國語              | 角色                       |
| -------------------- | ----------------- | -------------------------- |
| 凱文·克萊恩          | 趙明哲 黃辛（唱） | 杜立歐（Tulio）            |
| 簡尼夫·班納          | 孫德成 廖柏青     | 密格（Miguel）             |
| 蘿西·培瑞茲          | 劉小芸            | 巧兒（Chel）               |
| 阿曼德·艾山特        | 沈光平            | 察克剛（Tzekel-Kan）       |
| 爱德华·詹姆斯·奥莫斯 | 雷威遠            | 坦那酋長（Chief Tannabok） |
| 吉姆·康明斯          | 胡大衛            | 寇提斯（Hernán Cortés）    |
| 法蘭克·華爾特        | 使用原音          | 阿提夫（Altivo）           |
| 托賓·貝爾            | 乾德門            | 札拉（Zaragoza）           |
| 杜坎·馬喬利班克斯    | 乾德門            | 亞可力（Acolyte）          |
| 艾利基·姜            | 呂瓊珠            | 小孩 #1（Kid #1）          |
| 賽倫斯·沙齊-汗       | 龍顯蕙            | 小孩 #2（Kid #2）          |
| 艾爾頓·約翰          | 沈志煒            | 旁白（The Narrator）       |

## 評價
影評界對本片的反響普遍褒貶不一，爛番茄根據106條評論，該片獲得48%好評度，平均分數5.5/10，該網站影評家共識為「可預測的故事、淺薄的角色刻畫，造就了一部扁平的電影」。 Metacritic根據29條評論，獲得51（滿分100）分，表示「褒貶不一或好壞兩極分化」。觀眾評價方面，接受CinemaScore訪問的觀眾在A+ 至 F的評分區間給予本片「B+」的平均分數.